# Vòng loại Cúp bóng đá châu Á 2004
Vòng loại Cúp bóng đá châu Á (AFC Asian Cup) 2004 được diễn ra nhằm chọn các đội bóng là thành viên của Liên đoàn bóng đá châu Á tham dự Cúp bóng đá châu Á 2004. Đội đương kim vô địch Nhật Bản và đội tuyển chủ nhà Trung Quốc được đặc cách vào vòng chung kết.

## Thể thức
Ở vòng sơ loại, 20 đội có thứ hạng thấp nhất theo Bảng xếp hạng FIFA được chia làm 7 bảng (6 bảng 3 đội và một bảng 2 đội) thi đấu vòng tròn một lượt chọn đội nhất mỗi bảng vào vòng loại chính.
Ở vòng loại chính, 28 đội (21 đội có thứ hạng cao và 7 đội từ vòng sơ loại) được chia làm 7 bảng (mỗi bảng 4 đội), thi đấu vòng tròn hai lượt chọn 2 đội nhất nhì tham dự AFC Asian Cup 2004 cùng Nhật Bản và [[Đội tuyển bóng đá quốc gia Trung Quốc|Trung Quốc]]. 

## Các quốc gia không tham dự
Sau đây là danh sách các quốc gia trực thuộc AFC không cử đội tuyển tham dự giải (trong ngoặc vuông là vị trí của họ trên bảng xếp hạng của FIFA tại thời điểm trước khi vòng loại bắt đầu):
- Campuchia [176]
- Philippines [192]

## Vòng sơ loại
| Chú thích trong các bảng đấu | Chú thích trong các bảng đấu |
| ---------------------------- | ---------------------------- |
|                              | Giành quyền vào vòng loại    |

### Bảng A
| Đội          | ST | T | H | B | BT | BB | HS | Đ |  | Myanmar | Maldives | Brunei |
| ------------ | -- | - | - | - | -- | -- | -- | - |  | ------- | -------- | ------ |
| Myanmar      | 2  | 2 | 0 | 0 | 7  | 0  | +7 | 6 |  |         |          | 5–0    |
| Maldives (H) | 2  | 1 | 0 | 1 | 1  | 3  | −2 | 3 |  | 0–2     |          |        |
| Brunei       | 2  | 0 | 0 | 2 | 1  | 6  | −5 | 0 |  |         | 1–1      |        |

| Brunei     | 1–1 | Maldives     |
| ---------- | --- | ------------ |
| Fadlin 59' |     | Ali Umar 42' |

| Myanmar                                                              | 5–0 | Brunei |
| -------------------------------------------------------------------- | --- | ------ |
| Win Htike 10' · Aung Kyaw Moe 14' · Yan Paing 45', 66' · Lwin Oo 75' |     |        |

| Maldives | 0–2 | Myanmar                     |
| -------- | --- | --------------------------- |
|          |     | Win Htike 52' · Zaw Zaw 65' |

### Bảng B
| Đội               | ST | T | H | B | BT | BB | HS | Đ |  | Sri Lanka | Đài Bắc Trung Hoa | Đông Timor |
| ----------------- | -- | - | - | - | -- | -- | -- | - |  | --------- | ----------------- | ---------- |
| Sri Lanka (H)     | 2  | 2 | 0 | 0 | 5  | 3  | +2 | 6 |  |           | 2–1               |            |
| Đài Bắc Trung Hoa | 2  | 1 | 0 | 1 | 4  | 2  | +2 | 3 |  |           |                   | 3–0        |
| Đông Timor        | 2  | 0 | 0 | 2 | 2  | 6  | −4 | 0 |  | 2–3       |                   |            |

| Đông Timor                                      | 2–3 | Sri Lanka                              |
| ----------------------------------------------- | --- | -------------------------------------- |
| Mohammad Hamza 3' (l.n.) · F.J.G.R.M Cabral 81' |     | Kasun Jayasuriya 36' · Channa 44', 89' |

| Đài Bắc Trung Hoa               | 3–0 | Đông Timor |
| ------------------------------- | --- | ---------- |
| H.C. Ming 7' 9' · C.J. Ming 33' |     |            |

| Sri Lanka                    | 2–1 | Đài Bắc Trung Hoa |
| ---------------------------- | --- | ----------------- |
| S.R. Kumara 13' · Channa 78' |     | Yen C.W. 47'      |

### Bảng C
| Đội         | ST | T | H | B | BT | BB | HS | Đ |  | Nepal | Kyrgyzstan | Afghanistan |
| ----------- | -- | - | - | - | -- | -- | -- | - |  | ----- | ---------- | ----------- |
| Nepal (H)   | 2  | 1 | 0 | 1 | 4  | 2  | +2 | 3 |  |       | 0–2        |             |
| Kyrgyzstan  | 2  | 1 | 0 | 1 | 3  | 0  | +3 | 3 |  |       |            | 1–2         |
| Afghanistan | 2  | 1 | 0 | 1 | 2  | 5  | −3 | 3 |  | 0–4   |            |             |

| Kyrgyzstan     | 1–2 | Afghanistan                      |
| -------------- | --- | -------------------------------- |
| Zhumagulov 63' |     | Tahir Shah 25' · Farid Azami 76' |

| Afghanistan | 0–4 | Nepal                                                         |
| ----------- | --- | ------------------------------------------------------------- |
|             |     | Nirajan Rayamajhi 35' · Hari Khadka 39', 87' · Dipak Lama 90' |

| Nepal | 0–2 | Kyrgyzstan             |
| ----- | --- | ---------------------- |
|       |     | Pryanishnikov 27', 45' |

### Bảng D
| Đội           | ST | T | H | B | BT | BB | HS | Đ |  | Hồng Kông | Lào | Bangladesh |
| ------------- | -- | - | - | - | -- | -- | -- | - |  | --------- | --- | ---------- |
| Hồng Kông (H) | 2  | 1 | 1 | 0 | 7  | 0  | +7 | 4 |  |           |     | 2–2        |
| Lào           | 2  | 1 | 0 | 1 | 3  | 6  | −3 | 3 |  | 1–5       |     |            |
| Bangladesh    | 2  | 0 | 1 | 1 | 3  | 4  | −1 | 1 |  |           | 1–2 |            |

| Lào                    | 1–5 | Hồng Kông                                                                |
| ---------------------- | --- | ------------------------------------------------------------------------ |
| Visay Phaphouvanin 66' |     | Chan Chi Hong 17', 35' · Kwok Yue Hung 47' · Au Wai Lun 59' (ph.đ.), 82' |

| Bangladesh   | 1–2 | Lào                                                |
| ------------ | --- | -------------------------------------------------- |
| Farhad 90+1' |     | Kholadeth Ponephachan 30' · Visay Phaphouvanin 37' |

| Hồng Kông                                   | 2–2 | Bangladesh                                          |
| ------------------------------------------- | --- | --------------------------------------------------- |
| Au Wai Lun 44' (ph.đ.) · Szeto Man Chun 45' |     | Firoj Mahmud Titu 66' · Mohammed Monwar Hossain 77' |

### Bảng E
| Đội           | ST | T | H | B | BT | BB | HS | Đ |  | Singapore | Pakistan | Ma Cao |
| ------------- | -- | - | - | - | -- | -- | -- | - |  | --------- | -------- | ------ |
| Singapore (H) | 2  | 2 | 0 | 0 | 5  | 0  | +5 | 6 |  |           |          | 2–0    |
| Pakistan      | 2  | 1 | 0 | 1 | 3  | 3  | 0  | 3 |  | 0–3       |          |        |
| Ma Cao        | 2  | 0 | 0 | 2 | 2  | 6  | −4 | 0 |  |           | 0–3      |        |

| Ma Cao | 0–3 | Pakistan                                   |
| ------ | --- | ------------------------------------------ |
|        |     | Qadeer Ahmed 27', 65' · Sarfraz Rassol 51' |

| Singapore                                | 2–0 | Ma Cao |
| ---------------------------------------- | --- | ------ |
| Azhar Baksin 23' · Indra Sahdan Daud 58' |     |        |

| Pakistan | 0–3 | Singapore                                          |
| -------- | --- | -------------------------------------------------- |
|          |     | Indra Sahdan Daud 8', 35' · Mohd Noh Alam Shah 66' |

### Bảng F
| Đội        | ST | T | H | B | BT | BB | HS  | Đ |  | Bhutan | Mông Cổ | Guam |
| ---------- | -- | - | - | - | -- | -- | --- | - |  | ------ | ------- | ---- |
| Bhutan (H) | 2  | 1 | 1 | 0 | 6  | 0  | +6  | 4 |  |        | 0–0     |      |
| Mông Cổ    | 2  | 1 | 1 | 0 | 5  | 0  | +5  | 4 |  |        |         | 5–0  |
| Guam       | 2  | 0 | 0 | 2 | 0  | 11 | −11 | 0 |  | 0–6    |         |      |

| Guam | 0–6 | Bhutan |
| ---- | --- | --- |
|      |     | Wangay Dorji 32', 35' · Dinesh Chhetri 59' · Passang Tshering 76' (pen) · Pema Chopel 88' · Yeshey Nedup 89' |

| Mông Cổ                                                                                   | 5–0 | Guam |
| ----------------------------------------------------------------------------------------- | --- | ---- |
| Ganbat Bat-Yalalt 20' · Ganbaataryn Tögsbayar 26', 56', 90' · Donorovyn Lkhümbengarav 61' |     |      |

| Bhutan | 0–0 | Mông Cổ |
| ------ | --- | ------- |
|        |     |         |

### Bảng G
| Đội               | ST | T | H | B | BT | BB | HS | Đ |  | Cộng hòa Dân chủ Nhân dân Triều Tiên | Ấn Độ |
| ----------------- | -- | - | - | - | -- | -- | -- | - |  | ------------------------------------ | ----- |
| CHDCND Triều Tiên | 2  | 1 | 1 | 0 | 3  | 1  | +2 | 4 |  |                                      | 2–0   |
| Ấn Độ             | 2  | 0 | 1 | 1 | 1  | 3  | −2 | 1 |  | 1–1                                  |       |

| CHDCND Triều Tiên     | 2–0 | Ấn Độ |
| --------------------- | --- | ----- |
| Choe So-Hyok 44', 70' |     |       |

| Ấn Độ            | 1–1 | CHDCND Triều Tiên |
| ---------------- | --- | ----------------- |
| I.M. Vijayan 29' |     | Choe Hyun-Yu 85'  |

## Vòng loại

### Bảng A
| Đội        | Pts | Pld | W | D | L | GF | GA | GD |
| ---------- | --- | --- | - | - | - | -- | -- | -- |
| Uzbekistan | 13  | 6   | 4 | 1 | 1 | 13 | 6  | +7 |
| Thái Lan   | 9   | 6   | 3 | 0 | 3 | 10 | 7  | +3 |
| Tajikistan | 8   | 6   | 2 | 2 | 2 | 3  | 5  | −2 |
| Hồng Kông  | 4   | 6   | 1 | 1 | 4 | 3  | 11 | −8 |

Thi đấu ở Tashkent, Uzbekistan.
| Tajikistan               | 1 – 0 | Thái Lan |
| ------------------------ | ----- | -------- |
| Rakhmatullo Fuzailov 79' |       |          |

| Uzbekistan                                                         | 4 – 1 | Hồng Kông         |
| ------------------------------------------------------------------ | ----- | ----------------- |
| Andrey Akopyants 1' Vladimir Shishelov 17',67' Anvarjon Soliev 28' |       | Law Chun Bong 45' |

| Hồng Kông | 0 – 0 | Tajikistan |
| --------- | ----- | ---------- |
|           |       |            |

| Thái Lan | 0 – 3 | Uzbekistan                                      |
| -------- | ----- | ----------------------------------------------- |
|          |       | Maxim Shatskikh 23' Vladimir Shishelov 27', 70' |

| Hồng Kông                             | 2 – 1 | Thái Lan               |
| ------------------------------------- | ----- | ---------------------- |
| Cheung Sai Ho 28' · Wong Chun Yue 69' |       | Datsakorn Thonglao 64' |

| Uzbekistan | 0 – 0 | Tajikistan |
| ---------- | ----- | ---------- |
|            |       |            |

Thi đấu ở Bangkok, Thái Lan.
| Thái Lan                                                                | 4 – 0 | Hồng Kông |
| ----------------------------------------------------------------------- | ----- | --------- |
| Manit Noywech 24' Datsakorn Thonglao 35' Sarayoot Chaikamdee 79', 88'pk |       |           |

| Uzbekistan                                                      | 4 – 1 | Tajikistan             |
| --------------------------------------------------------------- | ----- | ---------------------- |
| Vladimir Shishelov 8',36' Timur Kapadze 50' Leonid Koshelev 61' |       | Pirmurod Burkhanov 65' |

| Tajikistan | 0 – 1 | Thái Lan             |
| ---------- | ----- | -------------------- |
|            |       | Therdsak Chaiman 83' |

| Hồng Kông | 0 – 1 | Uzbekistan           |
| --------- | ----- | -------------------- |
|           |       | Nikolay Shirshov 32' |

| Hồng Kông | 0 – 1 | Tajikistan               |
| --------- | ----- | ------------------------ |
|           |       | Dzhomikhon Muhidinov 68' |

| Thái Lan                                                                           | 4 – 1 | Uzbekistan          |
| ---------------------------------------------------------------------------------- | ----- | ------------------- |
| Manit Noywech 38' Nirut Surasiang 56' Piyawat Thongman 78' Sarayoot Chaikamdee 81' |       | Leonid Koshelev 88' |

### Bảng B
NB: Palestine thi đấu trên các sân trung lập thay cho sân nhà của họ do bất ổn về chính trị.

| Đội       | Pts | Pld | W | D | L | GF | GA | GD  |
| --------- | --- | --- | - | - | - | -- | -- | --- |
| Kuwait    | 16  | 6   | 5 | 1 | 0 | 17 | 5  | +12 |
| Qatar     | 11  | 6   | 3 | 2 | 1 | 10 | 6  | +4  |
| Singapore | 4   | 6   | 1 | 1 | 4 | 3  | 11 | −8  |
| Palestine | 2   | 6   | 0 | 2 | 4 | 3  | 11 | −8  |

| Singapore           | 1 – 3 | Kuwait                                  |
| ------------------- | ----- | --------------------------------------- |
| Egmar Goncalves 50' |       | Musaed Neda 10' Bader Al-Mutawa 67',90' |

| Kuwait                                  | 2 – 1 | Qatar               |
| --------------------------------------- | ----- | ------------------- |
| Bashar Abdullah 56' Abdullah Wabran 85' |       | Saoud Al-Ghanem 27' |

| Qatar                    | 2 – 2 | Kuwait                                  |
| ------------------------ | ----- | --------------------------------------- |
| Sayed Ali Bechir 21',82' |       | Ali Abdul Redha 26' Jarah Al Ateeqi 71' |

| Palestine            | 1 – 1 | Qatar               |
| -------------------- | ----- | ------------------- |
| Mohammed Mansour 90' |       | Meshal Abdullah 47' |

| Kuwait                                                        | 4 – 0 | Singapore |
| ------------------------------------------------------------- | ----- | --------- |
| Bashar Abdullah 25',78' Bader Al-Mutawa 47' Ali Abdulreda 53' |       |           |

| Qatar                                 | 2 – 1 | Palestine          |
| ------------------------------------- | ----- | ------------------ |
| Walid Mohyeddin 68' Waleed Hamzah 90' |       | Edgardo Abdala 77' |

| Kuwait                                  | 2 – 1 | Palestine       |
| --------------------------------------- | ----- | --------------- |
| Abdullah Wabran 25' Bader Al-Mutawa 59' |       | Taysir Amer 72' |

| Palestine | 0 – 4 | Kuwait                                               |
| --------- | ----- | ---------------------------------------------------- |
|           |       | Bashar Abdullah 36'.57' (p.) Bader Al-Mutawa 42'.46' |

| Singapore                                | 2 – 0 | Palestine |
| ---------------------------------------- | ----- | --------- |
| Fadzuhasny Juraimi 18' Noh Alam Shah 88' |       |           |

| Palestine | 0 – 0 | Singapore |
| --------- | ----- | --------- |
|           |       |           |

| Qatar                                    | 2 – 0 | Singapore |
| ---------------------------------------- | ----- | --------- |
| Sayed Ali Bechir 10' Mubarak Mustafa 28' |       |           |

| Singapore | 0 – 2 | Qatar                                 |
| --------- | ----- | ------------------------------------- |
|           |       | Abdulla Koni 42' Sayed Ali Bechir 55' |

### Bảng C
Thi đấu ở Jeddah, Ả Rập Xê Út.

| Đội         | Pts | Pld | W | D | L | GF | GA | GD  |
| ----------- | --- | --- | - | - | - | -- | -- | --- |
| Ả Rập Xê Út | 18  | 6   | 6 | 0 | 0 | 31 | 1  | +30 |
| Indonesia   | 10  | 6   | 3 | 1 | 2 | 9  | 13 | −4  |
| Yemen       | 7   | 6   | 2 | 1 | 3 | 15 | 15 | 0   |
| Bhutan      | 0   | 6   | 0 | 0 | 6 | 0  | 26 | −26 |

| Ả Rập Xê Út                                                                                      | 7 – 0 | Yemen |
| ------------------------------------------------------------------------------------------------ | ----- | ----- |
| Yusri Al Bashah 16',18',24',35' Mohammed Noor 65' Mohammad Al-Shalhoub 73'pk Talal Al-Meshal 80' |       |       |

| Indonesia                                  | 2 – 0 | Bhutan |
| ------------------------------------------ | ----- | ------ |
| Kurniawan Dwi Yulianto 19' Zaenal Arif 48' |       |        |

| Yemen | 0 – 3 | Indonesia                            |
| ----- | ----- | ------------------------------------ |
|       |       | Uston Nawawi 51',89' Zaenal Arif 70' |

| Ả Rập Xê Út                                                                                              | 6 – 0 | Bhutan |
| --- | ----- | ------ |
| Yusri Al Bashah 7' Abdullah Jumaa 9',25' Yasser Al-Qahtani 28' Abdulaziz Al-Janoubi 43' Said Wadaani 90' |       |        |

| Ả Rập Xê Út                                         | 5 – 0 | Indonesia |
| --------------------------------------------------- | ----- | --------- |
| Talal Al-Meshal 38',55',56' Yusri Al Bashah 47',49' |       |           |

| Bhutan | 0 – 8 | Yemen |
| ------ | ----- | --- |
|        |       | Yasir Bashi 20',25',82' Fikri Al-Habibshi 35' Saled Al-Shiri 59' Adel Al-Shiri 59' Adel Al-Salemi 67',88' Nashwan Aziz 74' |

| Yemen           | 1 – 3 | Ả Rập Xê Út                                                              |
| --------------- | ----- | ------------------------------------------------------------------------ |
| Yasir Bashi 12' |       | Hamad Al-Montashari 18' Abdullah Al-Waked 20' Mohammad Al-Shalhoub 82'pk |

| Bhutan | 0 – 2 | Indonesia                            |
| ------ | ----- | ------------------------------------ |
|        |       | Eduard Ivakdalam 19' Zaenal Arif 33' |

| Indonesia                  | 2 – 2 | Yemen                               |
| -------------------------- | ----- | ----------------------------------- |
| Eduard Ivakdalam 12'pk,38' |       | Adel Al-Salimi 31pk Ali Al-Amki 56' |

| Bhutan | 0 – 4 | Ả Rập Xê Út                                  |
| ------ | ----- | -------------------------------------------- |
|        |       | Abdullah Jumaa 3',24',80' Bandar Temim 44'pk |

| Indonesia | 0 – 6 | Ả Rập Xê Út |
| --------- | ----- | --- |
|           |       | Talal Al-Meshal 21',86' Mohammad Al-Shalhoub 45' Mohammed Noor 58' Ahmed Al-Dosary 87' Abdulaziz Al-Janoubi 89' |

| Yemen                                                       | 4 – 0 | Bhutan |
| ----------------------------------------------------------- | ----- | ------ |
| Nashwan Al-Jajjam 3', 20 Ali Al-Amki 33' Adel Al-Salimi 81' |       |        |

### Bảng D
| Đội               | Pts | Pld | W | D | L | GF | GA | GD  |
| ----------------- | --- | --- | - | - | - | -- | -- | --- |
| Iran              | 15  | 6   | 5 | 0 | 1 | 16 | 5  | +11 |
| Jordan            | 15  | 6   | 5 | 0 | 1 | 13 | 6  | +7  |
| Liban             | 4   | 6   | 1 | 1 | 4 | 2  | 8  | −6  |
| CHDCND Triều Tiên | 1   | 6   | 0 | 1 | 5 | 2  | 14 | −12 |

| CHDCND Triều Tiên | 0 – 1 | Liban           |
| ----------------- | ----- | --------------- |
|                   |       | Buddy Farah 56' |

| Iran                                    | 4 – 1 | Jordan            |
| --------------------------------------- | ----- | ----------------- |
| Ali Daei 45',90' Nekounam 75' Mobali 80 |       | Mo'ayyad Salim 2' |

| Jordan                                          | 3 – 2 | Iran                       |
| ----------------------------------------------- | ----- | -------------------------- |
| Mo'ayyad Salim 41' Shelbaieh 45' Al-Shaqran 81' |       | Golmohammadi 6' Majidi 59' |

| Jordan              | 1 – 0 | Liban |
| ------------------- | ----- | ----- |
| Hatem Aqel 86' (p.) |       |       |

| CHDCND Triều Tiên   | 1 – 3 | Iran                           |
| ------------------- | ----- | ------------------------------ |
| Myong Song-Chol 61' |       | Karimi 47', 79' · Navidkia 87' |

| Liban             | 1 – 1 | CHDCND Triều Tiên |
| ----------------- | ----- | ----------------- |
| Khaled Hamieh 59' |       | Kim Yong-chol 62' |

| Liban | 0 – 2 | Jordan                                 |
| ----- | ----- | -------------------------------------- |
|       |       | Hassouneh Al-Sheikh 37' Al-Shaqran 65' |

| Iran | 3 – 0 1 | CHDCND Triều Tiên |
| ---- | ------- | ----------------- |
|      |         |                   |

| Jordan                                       | 3 – 0 | CHDCND Triều Tiên |
| -------------------------------------------- | ----- | ----------------- |
| Shelbaieh 7' Al-Shboul 89' Anas Al-Zboun 90' |       |                   |

| Liban | 0 – 3 | Iran                                            |
| ----- | ----- | ----------------------------------------------- |
|       |       | Ali Daei 38' (p.) Golmohammadi 61' Nikbakht 80' |

| Iran        | 1 – 0 | Liban |
| ----------- | ----- | ----- |
| Ali Daei 27 |       |       |

| CHDCND Triều Tiên | 0 – 3 2 | Jordan |
| ----------------- | ------- | ------ |
|                   |         |        |

1 Trận đấu bị hủy ở phút thứ 61 khi Iran dẫn trước CHDCND Triều Tiên 1-0 do các cầu thủ Triều Tiên rời khỏi sân bóng. Iran được xử thắng 3-0, nhưng Iran cũng được yêu cầu phải thi đấu trận đấu chính thức trên sân nhà tại giải đấu của AFC hoặc FIFA tiếp theo mà không có khán giả.
2 Trận đấu bị hủy do CHDCND Triều Tiên không duyệt thị thực cho đội tuyển Jordan, khiến họ không thể nhập cảnh. Jordan được xử thắng 3-0 và CHDCND Triều Tiên bị AFC cấm tham dự vòng loại Cúp bóng đá châu Á 2007.

### Bảng E
| Đội      | Pts | Pld | W | D | L | GF | GA | GD  |
| -------- | --- | --- | - | - | - | -- | -- | --- |
| Oman     | 15  | 6   | 5 | 0 | 1 | 24 | 2  | +22 |
| Hàn Quốc | 12  | 6   | 4 | 0 | 2 | 30 | 4  | +26 |
| Việt Nam | 9   | 6   | 3 | 0 | 3 | 8  | 13 | −5  |
| Nepal    | 0   | 6   | 0 | 0 | 6 | 0  | 43 | −43 |

Thi đấu ở Incheon, Hàn Quốc.
| Nepal | 0 – 7 | Oman |
| ----- | ----- | --- |
|       |       | Fawzi Bashir 2', 25' · Ahmed Hadid 4', 12' · Hassan Mudhafar 6' · Badar Al-Maimani 51' · Hani Al-Dhabit 59' |

| Việt Nam | 0 – 5 | Hàn Quốc                                                                                  |
| -------- | ----- | ----------------------------------------------------------------------------------------- |
|          |       | Lee Ki-Hyung 35' · Cho Jae-Jin 49' · Kim Do-Hoon 68' · Kim Dae-Ui 72' · Woo Sung-Yong 86' |

| Việt Nam                                                                   | 5 – 0 | Nepal |
| -------------------------------------------------------------------------- | ----- | ----- |
| Phạm Văn Quyến 14', 23', 36' · Nguyễn Tuấn Phong 22' · Phan Thanh Bình 90' |       |       |

| Hàn Quốc          | 1 – 0 | Oman |
| ----------------- | ----- | ---- |
| Choi Sung-Kuk 46' |       |      |

| Oman                                        | 6 – 0 | Việt Nam |
| ------------------------------------------- | ----- | -------- |
| Nasser Zayid · Al-Dhabit · Badar Al-Maimani |       |          |

| Hàn Quốc | 16 – 0 | Nepal |
| --- | ------ | ----- |
| Kim Dae-Eui 18', 37' · Woo Sung-Yong 21', 46', 48' · Park Jin-Sub 22', 28', 64', 67', 89' · Lee Eul-Yong 54' · Lee Kwan-Woo 57' · Kim Do-Hoon 75', 84', 86' · Chung Kyung-Ho 80' |        |       |

Thi đấu ở Muscat, Oman.
| Nepal | 0 – 6 | Oman                                                                                 |
| ----- | ----- | ------------------------------------------------------------------------------------ |
|       |       | Fawzi Bashir 18', 62', 82' · Yousuf Shaaban 20' · Ahmed Hadid 44' · Hashim Saleh 78' |

| Hàn Quốc | 0 – 1 | Việt Nam            |
| -------- | ----- | ------------------- |
|          |       | Phạm Văn Quyến 74', |

| Việt Nam                                     | 2 – 0 | Nepal |
| -------------------------------------------- | ----- | ----- |
| Nguyễn Minh Phương 49' · Phan Thanh Bình 50' |       |       |

| Oman                                                | 3 – 1 | Hàn Quốc                               |
| --------------------------------------------------- | ----- | -------------------------------------- |
| Al-Dhabit 60' · Hashim Saleh 64' · Fawzi Bashir 88' |       | Chung Kyung-Ho 49' · Woo Sung-Yong 91' |

| Hàn Quốc                                                                                       | 7 – 0 | Nepal |
| ---------------------------------------------------------------------------------------------- | ----- | ----- |
| Cho Jae-Jin 1' · Lee Ki-Hyung 5', 51' · Kim Do-Hoon 15' (ph.đ.), 31', 33' · Chung Kyung-Ho 51' |       |       |

| Oman                            | 2 – 0 | Việt Nam |
| ------------------------------- | ----- | -------- |
| Al-Dhabit 47' · Ahmed Hadid 68' |       |          |

### Bảng F
| Đội      | Pts | Pld | W | D | L | GF | GA | GD  |
| -------- | --- | --- | - | - | - | -- | -- | --- |
| Iraq     | 13  | 6   | 4 | 1 | 1 | 16 | 4  | +12 |
| Bahrain  | 13  | 6   | 4 | 1 | 1 | 14 | 9  | +5  |
| Malaysia | 5   | 6   | 1 | 2 | 3 | 9  | 12 | −3  |
| Myanmar  | 3   | 6   | 1 | 0 | 5 | 4  | 18 | −14 |

Thi đấu ở Kuala Lumpur, Malaysia.
| Iraq                                             | 5 – 1 | Bahrain          |
| ------------------------------------------------ | ----- | ---------------- |
| Younis Mahmoud 5' 48' 69' 83' · Jassim Swadi 25' |       | Saleh Farhan 71' |

| Malaysia                                                             | 4 – 0 | Myanmar |
| -------------------------------------------------------------------- | ----- | ------- |
| Tengku Hazman 34' 80' · Gilbert Cassidy 67' · Tun Lin Soe 86' (l.n.) |       |         |

| Myanmar          | 1 – 3 | Bahrain                                                     |
| ---------------- | ----- | ----------------------------------------------------------- |
| Soe Myat Min 77' |       | Talal Yousef 14' · A'ala Hubail 49' · Hussain Ali Ahmed 76' |

| Malaysia | 0 – 0 | Iraq |
| -------- | ----- | ---- |
|          |       |      |

| Iraq                                                      | 3 – 0 | Myanmar |
| --------------------------------------------------------- | ----- | ------- |
| Haidar Obeid 39' · Ahmad Mnajed 50' · Hesham Mohammed 86' |       |         |

| Malaysia                                     | 2 – 2 | Bahrain                                             |
| -------------------------------------------- | ----- | --------------------------------------------------- |
| Shukor Adan 80' · Norhafiz Zamani Misbah 90' |       | Sayed Mahmood Jalal 6' · Mohammed Husain Bahzad 45' |

Thi đấu ở Manama, Bahrain.
| Iraq                                                             | 5 – 1 | Malaysia           |
| ---------------------------------------------------------------- | ----- | ------------------ |
| Qusai Hashim 20' · Younis Mahmoud 36' 45' 63' · Hussam Fawzi 70' |       | Hairuddin Omar 53' |

| Bahrain                                                                                                | 4 – 0 | Myanmar |
| --- | ----- | ------- |
| Abdulla Al Marzooqi 22' · Hussain Ali Ahmed 27' · Sayed Mahmood Jalal 45' · Saleh Farhan 45+2' (ph.đ.) |       |         |

| Myanmar     | 1 – 3 | Iraq                                                          |
| ----------- | ----- | ------------------------------------------------------------- |
| Zaw Zaw 45' |       | Abbas Hassan 38' · Abbas Rahim 66' · Jassim Swadi 89' (ph.đ.) |

| Bahrain                                              | 3 – 1 | Malaysia                   |
| ---------------------------------------------------- | ----- | -------------------------- |
| Hussain Ali Ahmed 30' 45' · Talal Yousef 43' (ph.đ.) |       | Indra Putra Mahayuddin 37' |

| Myanmar                                    | 2 – 1 | Malaysia           |
| ------------------------------------------ | ----- | ------------------ |
| Soe Myat Min 25' · Fadzli Saari 43' (l.n.) |       | Hairuddin Omar 86' |

| Bahrain          | 1 – 0 | Iraq |
| ---------------- | ----- | ---- |
| A'ala Hubail 12' |       |      |

### Bảng G
NB: Tất cả các trận đấu của Sri Lanka trên sân nhà đều phải thi đấu trên sân trung lập.
| Đội          | Pts | Pld | W | D | L | GF | GA | GD  |
| ------------ | --- | --- | - | - | - | -- | -- | --- |
| Turkmenistan | 14  | 6   | 4 | 2 | 0 | 10 | 2  | +8  |
| UAE          | 13  | 6   | 4 | 1 | 1 | 13 | 5  | +8  |
| Syria        | 7   | 6   | 2 | 1 | 3 | 16 | 10 | +6  |
| Sri Lanka    | 0   | 6   | 0 | 0 | 6 | 1  | 23 | −22 |

| Syria                                                               | 5 – 0 | Sri Lanka |
| ------------------------------------------------------------------- | ----- | --------- |
| Iyad Mando 34', 82' · Maher Al-Sayed 54', 84' · Firas Al-Khatib 73' |       |           |

| Sri Lanka | 0 – 8 | Syria                                                                                                |
| --------- | ----- | --- |
|           |       | Firas Al-Khatib 40', 49', 55' · Maher Al-Sayed 45', 65' · Iyad Mando 60' · Nabil Al Shahmeh 80', 83' |

| Turkmenistan          | 1 – 0 | UAE |
| --------------------- | ----- | --- |
| Vladimir Bayramov 43' |       |     |

| UAE              | 1 – 1 | Turkmenistan       |
| ---------------- | ----- | ------------------ |
| Ismail Matar 58' |       | Nazar Bayramov 41' |

| Syria               | 1 – 3 | UAE                                                         |
| ------------------- | ----- | ----------------------------------------------------------- |
| Firas Al-Khatib 50' |       | Rami Yaslam 74' · Mohammed Srour 80' · Abdulrahim Jumaa 89' |

| Turkmenistan | 1 – 0 | Sri Lanka |
| ------------ | ----- | --------- |
| Agabayew 9'  |       |           |

| Sri Lanka | 0 – 3 | Turkmenistan |
| --------- | ----- | ------------ |
|           |       |              |

| UAE                                                     | 3 – 1 | Syria         |
| ------------------------------------------------------- | ----- | ------------- |
| Rami Yaslam 45' · Mohammad Omar 63' · Sultan Rashed 78' |       | Raja Rafe 36' |

| UAE                                                            | 3 – 1 | Sri Lanka  |
| -------------------------------------------------------------- | ----- | ---------- |
| Mohammad Omar 11' (pen) · Subait Khater 40' · Ismail Matar 61' |       | Channa 31' |

| Sri Lanka | 0 – 3 | UAE                                             |
| --------- | ----- | ----------------------------------------------- |
|           |       | Abdulrahim Jumaa 45+2', 79' · Mohammad Omar 87' |

| Syria         | 1 – 1 | Turkmenistan |
| ------------- | ----- | ------------ |
| Anas Sari 10' |       | Urazow 16'   |

| Turkmenistan | 3 – 01 | Syria |
| ------------ | ------ | ----- |
|              |        |       |

1 Syria bỏ cuộc khi trận đấu đang diễn ra. Turkmenistan được xử thắng 3-0.